# Conochilus arboreus
Conochilus arboreus is een raderdiertjessoort uit de familie Conochilidae. De wetenschappelijke naam van deze soort is voor het eerst geldig gepubliceerd in 1971 door Rajendran.